# 와이파이 6E

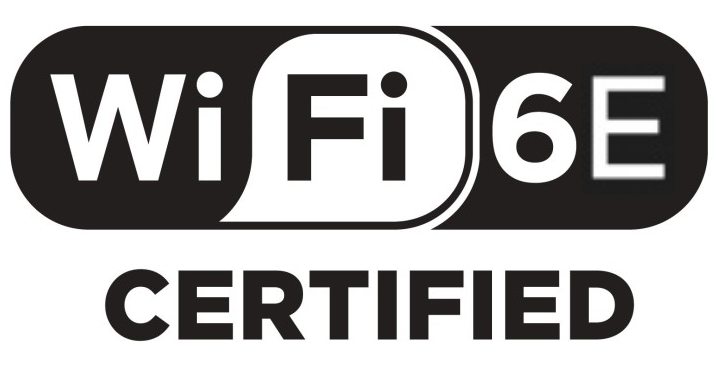
Wi-Fi 6E

와이파이 6E(영어: Wi-Fi 6E)는 현재 지원되는 2.4GHz 및 5GHz 대역 외에도 6GHz 대역에 기능을 사용할 수 있도록 하는 Wi-Fi 6의 차기 확장 표준이다.
Wi-Fi 얼라이언스에 의해 지난 2020년 1월 발표한 차세대 Wi-Fi 규격이다. Wi-Fi 기반의 디바이스가 늘고, 5GHz를 사용하는 유무선 공유기 역시 사용량이 많아지면서 부족하고 혼잡해진 주파수 채널에 대응하기 위하여 등장하였으며 기존 Wi-Fi 6(IEEE 802.11ax)에 6Hz 주파수 대역을 확장(Extended)한다는 뜻으로 Wi-Fi 6E라고 명명되었다.
Wi-Fi 6E는 Wi-Fi 6과 동일한 Wi-Fi 표준으로 작동하지만, 스펙트럼이 더욱 확장되었다. 6GHz는 5.925GHz ~ 7.125GHz 범위의 새로운 주파수 대역으로 최대 1,200MHz의 추가 스펙트럼을 허용한다. 제한된 스펙트럼에 많은 채널이 밀집된 기존 주파수와 다르게, 6GHz 대역은 오버랩과 혼선의 문제가 생기지 않으며 더 큰 대역폭, 더 빠른 속도와 낮은 지연 시간으로 네트워크를 이용할 수 있다.
현재 국내 최초의 Wi-Fi 6E 기술을 지원하는 제품으로 티피링크(TP-Link)의 Archer AXE75 공유기와 Archer TXE75E 랜카드가 있으며, 스마트폰으로는 삼성(Samsung) 갤럭시 S21, S21 울트라, Z 폴드 3 등이 있다.